# José Agustín Larrea
José Agustín Larrea fue un político peruano. 
Fue miembro del Congreso General Constituyente de 1827 por el departamento de Ayacucho. Dicho congreso constituyente fue el que elaboró la segunda constitución política del país.
Fue rector de la Universidad San Cristóbal de Huamanga entre 1832 y 1844 siendo el rector que tuvo más tiempo al frente de esa universidad.